# Graaf Dodiko
Graaf Dodiko (2e helft 10e eeuw - 29 augustus 1020) heerste in de vroege 11de eeuw over grote delen van de Saksische Hessengouw, Ittergouw en Nethegouw, wat ongeveer overeenkomt met de huidige Kreis Höxter en Noord-Hessen. Zijn zetel bevond zich op de Wartberg in Warburg, die ook zijn naam aan de latere stad leende. Dodiko was volgens Codex traditionvm Corbeiensivm - blz.147- 172 en   REGESTA HISTORIAE WESTFALIAE de zoon van Amelung van Saksen-Billung (Graaf in de Padergau, Voogd der Paderborner Kerk) en Hildigunde van Saksen dochter van Hahold III en een nicht van Bernard uit het geslacht van de Haolden, dat tussen de 10e en 11e eeuw als graven heerste over het westelijke deel van het gebied Paderborn-Warburg-Corvey. Dodiko was de broer van Sigebode I.
Dodiko zou normaal zijn lijn kunnen voortzetten, maar zijn enige (vermoedelijk buitenechtelijke) zoon verongelukte in 1018 met zijn paard. Daarop besloot de graaf een contract met de bisschop van Paderborn, Meinwerk, te sluiten: hij droeg daarbij zijn hele bezit aan het bisdom over, maar mocht zijn bezittingen wel voor de rest van zijn leven houden. Dodiko stierf twee jaar later, waarop Keizer Hendrik II de Heilige de grafelijke rechten in 1021 officieel aan Paderborn overdroeg. De opvolger van Hendrik, Keizer Koenraad II, nam die rechten weer af en gaf ze aan het bisdom Mainz, dat via intriges aan het voormalige graafschap was gekomen. In 1033 gingen de gebieden toch weer over naar Paderborn en dit keer definitief.
Dodiko's naam leeft in Warburg verder in de lagere school die naar hem genoemd is: de Graf-Dodiko-Schule.